# Bourses commémoratives E.W.R. Steacie
Le Conseil de recherches en sciences naturelles et en génie du Canada remet annuellement les Bourses commémoratives E.W.R. Steacie en la mémoire de Edgar William Richard Steacie qui a présidé le Conseil national de recherches du Canada (CNRC) de 1952 à 1962.
Ce prix est pour appuyer la carrière de scientifiques et d'ingénieurs exceptionnels qui sont encore en début de carrière et qui sont déjà réputés pour leurs travaux de recherche. Ils doivent aussi être professeurs dans une université canadienne.

## Lauréats
- 1965
  - N. Bartlett (Université de la Colombie-Britannique), Première préparation de composés chimiques de gaz nobles
- 1966
  - M.M. Razavy (Université de l'Alberta), Physique nucléaire théorique
- 1967
  - R.F. Bader (Université McMaster), Chimie théorique des densités d'électrons lors de la réaction du transfert d'hydrogène en phases de transition
- 1968
  - W.R. Datars (Université McMaster), Étude sur la surface de Fermi du mercure à l'aide de l'effet de Haas van Alphen et autres études sur la physique
- 1969
  - David Suzuki (Université de la Colombie-Britannique), Analyse des mutations thermosensibles chez la drosophile
- 1970
  - R.P. Pharis (Université de Calgary), Étude sur la physiologie de la croissance et du développement des plantes
- 1971
  - Pierre Deslongchamps (Université de Sherbrooke), Chimie organique synthétique
- 1972
  - J. Shewchun (Université McMaster), Électronique de l'état solide
- 1973
  - G.M. Bancroft (en) (University of Western Ontario), Spectroscopie Mössbauer
- 1974
  - E.J. Davison (Université de Toronto), Théorie du contrôle et simulation sur ordinateur des systèmes biologiques complexes
- 1975
  - D.F. Strong (Memorial Newfoundland), Sciences géochimiques, pétrologiques et métallogéniques
- 1976
  - F. Aumento (Université Dalhousie), Étude géologique approfondie de la croûte océanographique
  - J.P. Carbotte (en) (Université McMaster), Interaction, supraconduction et transport des électrons-phonons
- 1977
  - S.A. Cook (Université de Toronto), Théorie de la complexité computationnelle
  - C.J.R. Garrett (Université Dalhousie), Océanographie physique
- 1978
  - F.D.A. Hartwick (Université de Victoria), Astrophysique
  - W.R. Peltier (Université de Toronto), Dynamique atmosphérique
- 1979
  - J.D. Bewley (Université de Calgary), Physiologie végétale
  - M.S. Cynader (Université Dalhousie), Neurophysiologie des systèmes visuels
  - Roderick Guthrie (Université McGill), Métallurgie
  - A.C. Phillips (Université de la Colombie-Britannique), Mécanismes neuronaux de la mémoire
- 1980
  - H. Alper (Université d'Ottawa), Chimie orgaétallique
  - J.K. Brimacombe (Université de la Colombie-Britannique), Analyse mathématique des procédés métallurgiques
  - J.P. Guthrie (Université de Western Ontario), Mécanismes des enzymes
  - R.E. Peter (Université de l'Alberta), Physiologie de la reproduction
- 1981
  - C. Beaumont (Université Dalhousie), Géophysique de la Terre solide
  - Arthur Pelton (École polytechnique de Montréal), Thermodynamique
  - D.P.S. Verma (Université McGill), Biologie moléculaire
  - M. Vidyasagar (en) (Université de Waterloo), Théorie des systèmes
- 1982
  - J.G. Arthur (Université de Toronto), Formes automorphes
  - M.C. Heath (Université de Toronto), Phytopathologie physiologique
  - Kevin Ogilvie (Université McGill), Chimie moléculaire de l'ADN et de l'ARN
  - S.S. Tobe (Université de Toronto), Biosynthèse et métabolisme des hormones des insectes
- 1983
  - K. Feher (Université d'Ottawa), Télécommunications
  - N.P. James (Université Memorial de Terre-Neuve), Dépôt de carbonates
  - G.A. Kenny-Wallace (Université de Toronto), Dynamique des molécules
  - J. Rossant (Oxford Brookes University), Biologie développementale
- 1984
  - H.C. Card (Université du Manitoba), Dispositifs à semiconducteur
  - Esteban Chornet (Université de Sherbrooke), Processus de liquéfaction
  - K.B. Storey (en) (Université Carleton), Biochimie comparative
  - W.G. Unruh (Université de la Colombie-Britannique), Physique théorique
- 1985
  - D.E. Handelman (Université d'Ottawa), Analyse fonctionnelle
  - T.W. Mak (en) (Université de Toronto), Ontogenèse des lymphocytes T
  - E.G. Nisbet (Université de la Saskatchewan), Géologie archéenne
  - Robert Prud'homme (Université Laval), Propriétés des polymères en phase solide
- 1986
  - Gilles Fontaine (Université de Montréal), Propriétés des naines blanches
  - B.W. Glickman (Université York), Mécanismes moléculaires de la mutagénèse
  - N. Isgur (Université de Toronto), Physique théorique des particules
  - T.B. McMahon (Université de Waterloo), Chimie des ions en phase gazeuse
- 1987
  - Luc Devroye (Université McGill), Analyse des algorithmes
  - R. Kerrich (Université de la Saskatchewan), Genèse des gisements de minerai
  - G. Patey (Université de la Colombie-Britannique), Théorie des liquides et des solutions
  - André-Marie Tremblay (Université de Sherbrooke), Théorie de la matière condensée
- 1988
  - S.C.H. Barrett (Université de Toronto), Biologie végétale évolutive
  - K.R. Davidson (Université de Waterloo), Mathématiques
  - W.G. Habashi (Université Concordia), Aérodynamique numérique
  - S.D. Tremaine (Université de Toronto), Astrophysique
- 1989
  - J.R. Bond (Université de Toronto), Astrophysique
  - R.K. Rowe (University of Western Ontario), Génie géotechnique
  - D.H. Turpin (en) (Université Queen's), Physiologie végétale
  - D.A. VandenBerg (Université de Victoria), Astrophysique stellaire
- 1990
  - M.D. Fryzuk (Université de la Colombie-Britannique), Chimie
  - H.J. Levesque (Université de Toronto), Informatique
  - J.P. Smol (en) (Université Queen's), Limnologie
  - J.T. Tiedje (Université de la Colombie-Britannique), Physique de l'état solide
- 1991
  - N. Kaiser (Université de Toronto), Astrophysique théorique
  - M.R.P. Murty (Université McGill), Mathématiques
  - I.V. Samarasekera (en) (Université de la Colombie-Britannique), Génie métallurgique
  - J.L. Smith (Université de la Colombie-Britannique), Sciences géologiques
- 1992
  - Gilles Brassard (Université de Montréal), Cryptographie
  - N.J. Dovichi (Université de l'Alberta), Chimie analytique
  - D.B. Layzell (Université Queen's), Physiologie végétale
  - E.A. Perkins (Université de la Colombie-Britannique), Mathématiques
- 1993
  - P. Gros (en) (Université McGill), Biochimie
  - O. Hindsgaul (Université de l'Alberta), Chimie des glucides
  - T.K. Kyser (Université de la Saskatchewan), Géochimie
  - D. Schluter (Université de la Colombie-Britannique), Écologie et biologie évolutive
- 1994
  - P.T. Boag (Université Queen's), Biologie évolutive
  - M. Lautens (en) (Université de Toronto), Chimie organique
  - David MacFarlane (Université McGill), Physique des hautes énergies
  - Christian Roy (Université Laval), Génie chimique
- 1995
  - E. Blumwald (Université de Toronto), Botanique
  - Pierre L’Écuyer (Université de Montréal), Simulation par ordinateur
  - V. Murty (Université de Toronto), Mathématiques modernes
  - T. Shepherd (Université de Toronto), Physique
- 1996
  - J. Harrison (Université de l'Alberta), Chimie
  - C. Kallin (Université de McMaster), Physique
  - M. Li (Université de Waterloo), Informatique
  - D. Terzopoulos (Université de Toronto), Informatique
- 1997
  - C. Ross Ethier (Université de Toronto), Génie mécanique et industriel
  - Ian Manners (Université de Toronto), Chimie
  - Robert Tibshirani (Université de Toronto), Biostatistique
  - Andrew J. Weaver (Université de Victoria), Sciences de la Terre et des océans
- 1998
  - Sara Iverson (Université Dalhousie), Biologie
  - Louis Taillefer (Université McGill), Physique
  - Jonathan Schaeffer (Université de l'Alberta), Informatique
  - Michael Ward (Université de la Colombie-Britannique), Mathématiques
- 1999
  - Barbara Sherwood Lollar (Université de Toronto), Hydrogéologie
  - Mark Freeman (Université de l'Alberta), Physique
  - Douglas Bonn (Université de la Colombie-Britannique), Physique
  - Norman C. Beaulieu (Université Queen's), Génie électrique et informatique
- 2000
  - Bruce Balcom (en) (Université du Nouveau-Brunswick), Physique
  - André Charette (Université de Montréal), Chimie
  - Wayne Grover (Université de l'Alberta), Génie électrique et informatique
  - Chris Le (Université de l'Alberta), Chimie analytique
- 2001
  - Simaan AbouRizk (en) (Université de l'Alberta), Génie civil
  - Peter Grütter (Université McGill), Physique
  - Ben Koop (Université de Victoria), Biologie moléculaire
  - Arokia Nathan (Université de Waterloo), Dispositifs électroniques souples
  - Sarah Otto (en) (Université de la Colombie-Britannique), Biologie
  - Warren Piers (Université de Calgary), Chimie
- 2002
  - Louis Bernatchez (Université Laval), Écologie moléculaire
  - Elizabeth Cannon (en) (Université de Calgary), Génie géomatique
  - Henri Darmon (Université McGill), Mathématiques
  - Wolfgang Jäger (Université de l'Alberta), Chimie
  - Alejandro Marangoni (Université Guelph), Science alimentaire
  - Jerry Mitrovica (Université de Toronto), Géophysique
- 2003
  - Gary W. Saunders (Université du Nouveau-Brunswick), Biologie
  - Victoria Kaspi (Université McGill), Astrophysique
  - Zongchao Jia (Université Queen's), Biochimie
  - Molly Shoichet (Université de Toronto), Génie chimique
  - Kim Vicente (Université de Toronto), Génie cognitif
  - Michel Gingras (Université de Waterloo), Physique
- 2004
  - Patrick Keeling (Université de la Colombie-Britannique), Botanique
  - Thomas Brabec (Université d'Ottawa), Physique théorique
  - George Eleftheriades (Université de Toronto), Physique – nanotechnologie
  - Eric Hessels (Université York), Physique
  - Lisa Jeffrey (Université de Toronto), Mathématiques
  - Mosto Bousmina (en) (Université Laval), Génie des polymères
- 2005
  - Roberto Garcia Abraham (Université de Toronto), Astrophysique
  - Neil Branda (Université Simon Fraser), Chimie organique
  - Michael Doebeli (Université de la Colombie-Britannique), Biologie
  - Jacques Marchand (Université Laval), Génie civil
  - Andrew White (Université York), Biochimie
  - Peter Zandstra (en) (Université de Toronto), Bioingénierie
- 2006
  - Joerg Bohlmann (Université de la Colombie-Britannique),
  - Andrzej Czarnecki (pl) (Université de l'Alberta),
  - John Klironomos (da) (Université de Guelph),
  - Todd Lowary (Université de l'Alberta),
  - Gail Murphy (en) (Université de la Colombie-Britannique),
  - Locke Rowe (Université de Toronto),